# Colombia en los Juegos Paralímpicos de Arnhem 1980
Colombia estuvo representada en los Juegos Paralímpicos de Arnhem 1980 por once deportistas, ocho hombres y tres mujeres.

## Medallistas
El equipo paralímpico colombiano obtuvo las siguientes medallas:
| Nombre      | Deporte  | Evento                       |
| ----------- | -------- | ---------------------------- |
| Oro         |          |                              |
| Pedro Mejía | Natación | 100 m braza D mascullino     |
| Plata       |          |                              |
| —           |          |                              |
| Bronce      |          |                              |
| Pedro Mejía | Natación | 100 m espalda C-D mascullino |